# Мельників Євген Венедиктович
Мельників Євген Венедиктович (*12 лютого 1870, місто Верхньодніпровськ, Верхньодніпровський повіт, Катеринославська губернія, Російська імперія — ?) — підполковник Армії УНР.

## Біографія
Народився у місті Верхньодніпровськ Верхньодніпровського повіту Катеринославської губернії. 
Останнє звання у російській армії — підполковник.
У 1920 році був понижений у званні до козака (кінноти), однак незабаром звання підполковника було повернуте. 
З 11 грудня 1920 року — приділений до штабу 20-го куреня 7-ї бригади 3-ї Залізної стрілецької дивізії Армії УНР. 
Подальша доля невідома.